# Рындела
Ры́ндела — деревня в Шумском сельском поселении Кировского района Ленинградской области.

## История
Деревня Рындина упоминается в Дозорной книге Водской пятины Корельской половины 1612 года в Егорьевском Теребужском погосте Ладожского уезда.
Затем как деревня Рындело она обозначена на карте Санкт-Петербургской губернии Ф. Ф. Шуберта 1834 года.

РЫНДИНО — деревня принадлежит генерал-майорше Карсаковой, генерал-майорше Пистолькорс, коллежскому советнику Теглеву и титулярной советнице Симанковой,
 число жителей по ревизии: 46 м. п., 39 ж. п. (1838 год)

РЫНДЕЛЬ — деревня принадлежит разным владельцам, по просёлочной дороге, число дворов — 16, число душ — 62 м. п. (1856 год)

РЫНДИЛ (РЫНДЕЛО) — деревня владельческая при колодцах, число дворов — 25, число жителей: 67 м. п., 82 ж. п.  (1862 год)

В 1867 году временнообязанные крестьяне деревни выкупили свои земельные наделы у М. Н. Кунинской и стали собственниками земли.
В 1869 году временнообязанные крестьяне выкупили свои земельные наделы у Д. В. и Е. Н. Корсаковых.
В 1882—1885 годах временнообязанные крестьяне деревни выкупили наделы у Г. С. Шерипп и М. И. Матвеева.
Согласно материалам по статистике народного хозяйства Новоладожского уезда 1891 года имение при селении Рындело площадью 27 десятин принадлежало купцу М. И. Матвееву и было приобретено в 1881 году за 305 рублей, второе имение площадью 60 десятин принадлежало коллежскому асессору Г. С. Шериппо, имение было приобретено в 1879 году за 61 рубль.
В конце XIX века деревня административно относилась к Шумской волости 1-го стана Новоладожского уезда Санкт-Петербургской губернии, в начале XX века — 4-го стана.
По данным «Памятной книжки Санкт-Петербургской губернии» за 1905 год деревня называлась Рындела.
С 1917 по 1924 год деревня Рындела входила в состав Войбокальского сельсовета Шумской волости Волховского уезда.
С 1924 года в составе Рындельского сельсовета.
Согласно данным переписи населения СССР 1926 года в деревне Рындела проживали 186 человек — большинство русские, а также латыши.
С 1927 года в составе Мгинского района.
По данным 1933 года деревня называлась Рынделево и являлась административным центром Рындельского сельсовета Мгинского района, в который входили 7 населённых пунктов: деревни Валдома, Войбакало, Остров Валдомский, Рынделево, Сопели, Тобино и посёлок Новый Быт, общей численностью населения 1223 человека.
По данным 1936 года в состав Рындельского сельсовета входили 7 населённых пунктов, 139 хозяйств и 6 колхозов.

План деревни Рындела. 1941 год

Согласно топографической карте РККА 1941 года деревня насчитывала 41 двор.
С 1954 года в составе Ратницкого сельсовета.
В 1958 году население деревни Рындела составляло 111 человек.
С 1960 года в составе Волховского района.
По данным 1966 года деревня называлась Рындело и находилась в подчинении Шумского сельсовета Волховского района.
По данным 1973 годов деревня называлась Рындела и также находилась в подчинении Шумского сельсовета Волховского района.
По данным 1990 года деревня называлась Рындела и входила в состав Шумского сельсовета Кировского района.
В 1997 году в деревне Рындела Шумской волости проживали 58 человек, в 2002 году — 63 человека (все русские).
В 2007 году в деревне Рындела Шумского СП — 58, в 2010 году — 45 человек.

## География
Деревня расположена в восточной части района на автодороге 41К-122 (Лаврово — Шум — Ратница). Расстояние до административного центра поселения — 5 км.
Находится у железнодорожной платформы 95 километр. Расстояние до ближайшей железнодорожной станции Войбокало — 5 км.
К югу от деревни протекает река Гаричи.
Деревня Рындела граничит с землями сельскохозяйственного назначения Шумского сельского поселения.

## Демография
| 1838 | 1862 | 1997 | 2007 | 2010 | 2011 | 2017 |
| ---- | ---- | ---- | ---- | ---- | ---- | ---- |
| 85   | ↗149 | ↘58  | →58  | ↘45  | →45  | ↗58  |

## Инфраструктура
По данным администрации на 2011 год деревня насчитывала 41 дом .

## Улицы
Мира.